# 阿达河畔卡西拉泰
阿达河畔卡西拉泰（義大利語：Casirate d'Adda）是意大利贝加莫省的一个市镇。总面积10平方公里，人口3920人，人口密度392.0人/平方公里（2009年）。国家统计（ISTAT）代码为016059。